# Ralph Basset (Adliger, um 1220)

Wappen der Familie Basset of Sapcote

Ralph Basset, 1. Baron Basset of Sapcote (* um 1220; † vor 1279, nach anderen Angaben 1282) war ein englischer Adliger und Rebell.

## Herkunft
Ralph Basset entstammte der Familie Basset, die in mehreren Linien als Kronvasallen Besitzungen in den Midlands besaßen. Mehrere Mitglieder der Familie hatten teils hochrangige Ämter bekleidet. Ralph Basset war ein reicher Landbesitzer, der neben dem Gut von Sapcote in Leicestershire mindestens noch zwei Güter, Cheadle in Staffordshire und Langwith in Derbyshire besaß. Alleine aus seinem Hauptsitz Sapcote hatte er jährliche Einkünfte in Höhe von über £ 120.

## Dienst als Vasall von Simon de Montfort
Basset wurde wohl zu Beginn der 1220er Jahre geboren, denn 1240 wird er als Mitglied einer Gerichtskommission erwähnt, die die Einhaltung der königlichen Forstrechte in Northamptonshire, Oxfordshire und Buckinghamshire überprüfte. Basset gewann jedoch nicht im Dienst der Krone, sondern vor allem im Dienst seines Lehnsherrn Simon de Montfort, 6. Earl of Leicester an Bedeutung. 1239 oder 1240 trat er in den Dienst von Montfort. Er begleitete aber wohl nicht Montfort, als dieser von 1240 bis 1242 einen Kreuzzug ins Heilige Land unternahm. 1245 gehörte Basset aber zusammen mit Montfort dem königlichen Heer an, dass einen Feldzug nach Wales führte. Von Ende 1248 bis 1251 begleitete Basset Montfort, als dieser als King’s Lieutenant in der südwestfranzösischen Gascogne diente. Vermutlich durch den Einfluss von Montfort, der ein Schwager des Königs war, belohnte König Heinrich III. Basset für seine Dienste mit Privilegien. Unter anderem erhielt er 1255 das Recht, lebenslang in den königlichen Forsten von Nottinghamshire und Derbyshire zu jagen. Basset bezeugte zahlreiche Urkunden von Montfort und wurde schließlich dessen wichtigster Vasall. Im Februar 1248 brach Basset zu einer Wallfahrt nach Santiago de Compostela auf. Vermutlich unternahm er diese Wallfahrt, weil er nicht wie Montfort Ende 1247 ein Kreuzzugsgelübde abgelegt hatte.

## Rolle während des Zweiten Kriegs der Barone
Als Montfort 1258 zu den Baronen gehörten, die gegen die Politik des Königs rebellierten, unterstützte auch Basset die Adelsopposition. Durch die im Juni 1258 erlassenen Provisions of Oxford wurde der König weitgehend entmachtet. Dank Montforts Einfluss wurde Basset im Juni 1258 Kommandant des strategisch wichtigen Northampton Castle. Nachdem Montfort zusammen mit dem Thronfolger Lord Eduard einen Machtkampf im Staatsrat verloren hatte, wurde Basset am 19. Mai 1260 seines Amtes enthoben. Im folgenden Machtkampf mit dem König diente Basset vom 29. September 1261 bis etwa zum 13. Januar 1262 als Sheriff der Rebellen für Leicestershire. Deshalb lud ihn das Schatzamt Ostern 1262 vor, um von ihm eine Abrechnung über die Einkünfte aus der Grafschaft während seiner Amtszeit zu erhalten. 1263 unterstützte Basset erneut Montfort im Machtkampf gegen den König. Im Juli wurde er von den rebellierenden Baronen erneut zum Kommandanten von Northampton Castle und zum Sheriff von Leicestershire ernannt. Dabei stand er ab dem 29. September 1263 in Konkurrenz zu William Bagot, der vom König als Sheriff eingesetzt worden war. Ende 1263 gehörte Basset zu den Rebellen, die vom französischen König Ludwig IX. einen Schiedsspruch im Konflikt mit Heinrich III. erbaten. Als es nach diesem Schiedsspruch, dem Mise of Amiens zum offenen Zweiten Krieg der Barone gegen den König kam, geriet Basset im April 1264 bei der Eroberung von Northampton durch königliche Truppen in Gefangenschaft. Nachdem aber Heinrich III. wenig später die Schlacht von Lewes verlor und von Montfort gefangen genommen wurde, kam Basset wieder frei. Montfort übernahm nun die Führung der Regierung, und Basset wurde am 4. Juni 1264 beauftragt, den Frieden und die Ordnung in Leicestershire wieder herzustellen. Ob er während der Herrschaft Montforts weitere Ämter oder Belohnungen erhalten hat, ist unklar. Gesichert ist nur seine Ladung zum De Montfort’s Parliament Anfang 1265, dazu wurde er im Frühjahr 1265 einer der Verwalter der Ländereien des verstorbenen Earls of Winchester. Aufgrund der möglichen Teilnahme am Parlament gilt er auch als Baron Basset de Sapcote, wobei dieser Titel nach der Wiederherstellung der Macht des Königs nicht anerkannt wurde. Ebenso ist unklar, ob Basset im August 1265 an der Schlacht von Evesham teilgenommen hat, in der die Rebellen entscheidend geschlagen und Montfort getötet wurde. Vielleicht wurde Basset kurz vor der Schlacht bei dem überraschenden Angriff von Lord Eduard auf Kenilworth Castle gefangen genommen und hatte dann versucht, die Seiten zu wechseln. Am 14. Oktober 1265 befahl der Thronfolger, dass Basset nach Zahlung eines Lösegelds frei gelassen werden sollte, und im Juli 1266 wurde er vom König begnadigt. Eine königliche Jury in Warwickshire beschuldigte ihn, auf der Seite von Montfort gekämpft zu haben, doch im Gegensatz zu anderen Rebellen wurde Basset von den Siegern recht milde behandelt. Dann rächte sich der König doch noch an Basset. Er ließ seine Besitzungen beschlagnahmen und vergab sie an John de Verdon. Im September 1267 erklärte sich Basset einverstanden, seine Besitzungen nach den Bestimmungen des Dictum of Kenilworth zurückzuerwerben. Hierfür musste er innerhalb von zwei Jahren 1000 Mark an den König zahlen.

## Tod und Erbe
Über Bassets späteres Leben ist nur wenig bekannt. Er trat politisch nicht mehr in Erscheinung und hatte sich vermutlich auf seine Besitzungen zurückgezogen. Auch sein Todesjahr ist ungeklärt. Basset hatte vor 1258, vermutlich um 1231 Millicent, eine jüngere Tochter von Robert of Chalcombe geheiratet. Chalcombe war ein Vasall Montforts aus Northamptonshire, und durch die Heirat gewann Basset Kontakte zu anderen Vasallen von Montfort wie Hugh Despenser und zu der Familie von Nicholas Seagrave. In zweiter Ehe heiratete er Elizabeth Colvill. Er hatte mindestens einen Sohn, Simon Basset († vor 1295), der vor 1279 sein Erbe war. In dem Werk The Complete Peerage wird dagegen vermutet, dass Basset erst um 1282 starb, was aber unbelegt ist.